# Dendrophryniscus berthalutzae
Dendrophryniscus berthalutzae – gatunek płaza bezogonowego z rodziny ropuchowatych (Bufonidae).

## Systematyka
Dendrophryniscus berthalutzae zalicza się do rodziny ropuchowatych.

## Rozmieszczenie geograficzne
Płaz ten jest endemitem południowo-wschodniej Brazylii. Posiada jednak dość obszerny zasięg występowania, który obejmuje tereny stanów Parana, Santa Catarina i São Paulo.

## Ekologia

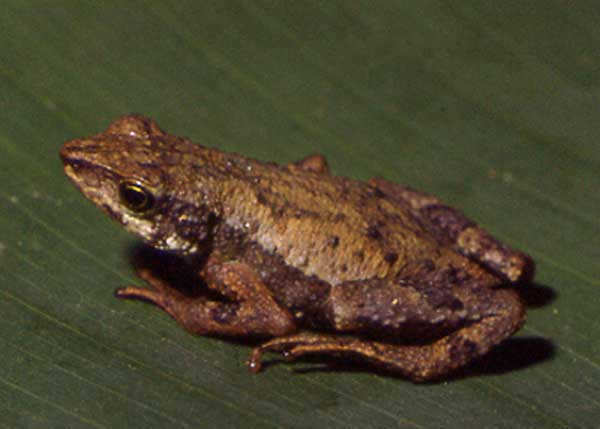

Płaz bytuje na wysokościach pomiędzy 300 a 1100 m nad poziomem morza. Siedlisko tego gatunku to wilgotny las deszczowy, w obrębie którego D. berthalutzae żyje w ściółce.

## Cykl życiowy
Płaz rozmnaża się dzięki roślinom ananasowatym. Występuje stadium larwalne.

## Status zagrożenia i ochrona
W Czerwonej księdze gatunków zagrożonych IUCN płaz ten od 2004 roku klasyfikowany jest jako gatunek najmniejszej troski (LC, ang. Least Concern).
Gatunek ten lokalnie jest pospolity. Trend liczebności populacji oceniany jest jako stabilny.
Płaz lokalnie zagrożony jest utratą środowiska naturalnego. Występuje jednak na kilku obszarach objętych ochroną.